# Niddaradweg
Der Niddaradweg verläuft entlang der Nidda in Hessen von der Quelle im Vogelsberg bis zum Frankfurter Grüngürtel und schließlich zur Mündung (Wörthspitze) in Frankfurt-Höchst. Zwischen Schotten und Bad Vilbel ist er mit dem hessischen Radfernweg R4 identisch. Er hat eine Länge von zirka 100 Kilometern.

## Anschluss an andere große Radwege
- Limesradweg in Florstadt-Staden
- Hessischer Radfernweg R4 von Karben (wo auch der Bonifatiusweg gekreuzt wird) bis Schotten identisch